# 1444
Cette page concerne l'année 1444  du calendrier julien.
L'année 1444 est une année bissextile qui commence un mercredi.

## Événements
- 2 mars : ligue de Lezha. Révolte des nobles albanais conduit par Georges Kastrioti (Skanderbeg)[1].
- 7 avril : paix entre la république de Gênes et le roi d'Aragon Alphonse le Magnanime[2].
- 18 avril : bulle pontificale autorisant la fondation de l'université sicilienne de Catane[3].

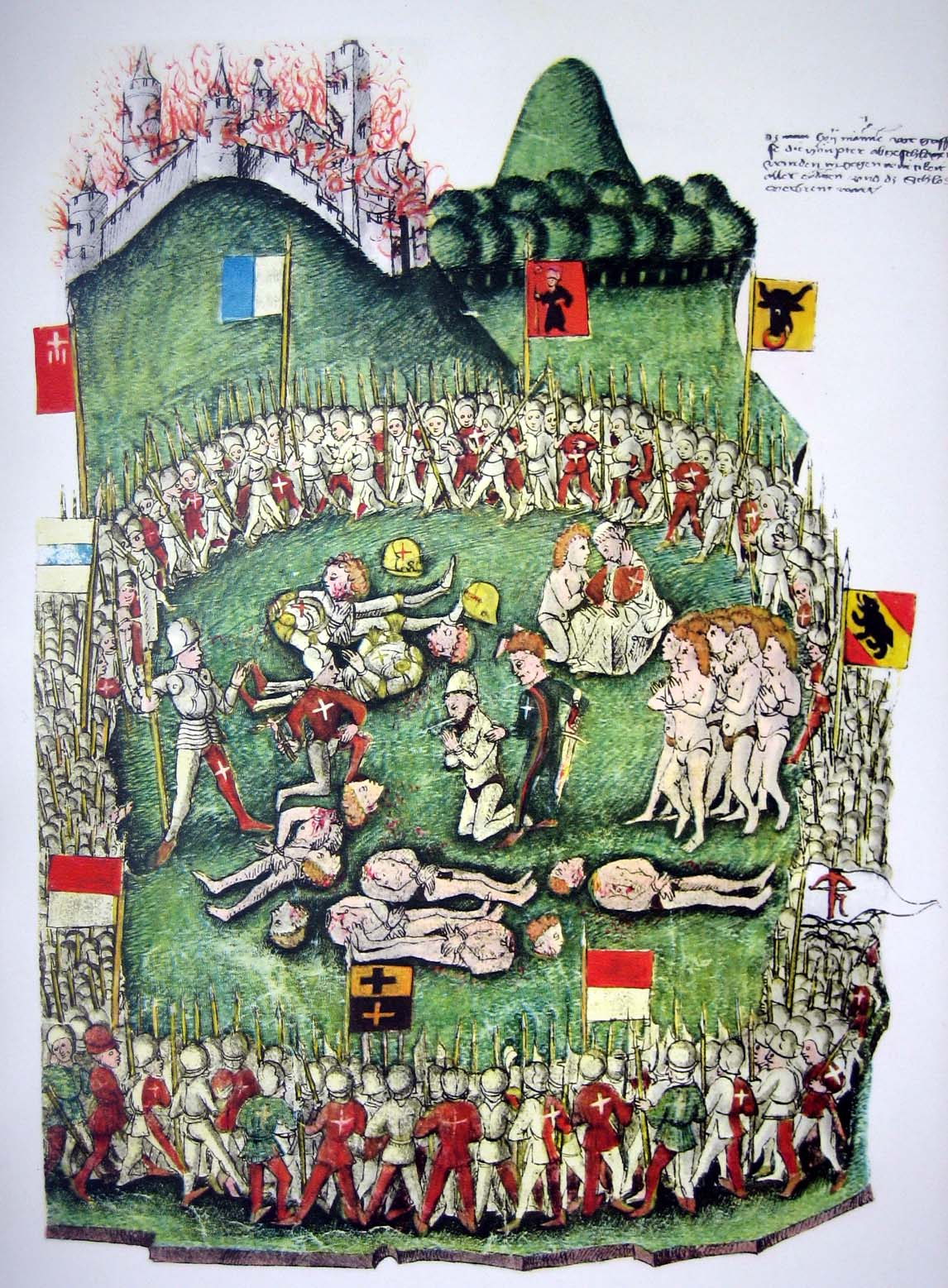
27 mai : massacre de Greifensee.

- 27 mai : massacre de Greifensee pendant l'ancienne guerre de Zurich[4].
- 28 mai : trêve franco-anglaise de Tours. La paix est signée pour deux ans[5]. De prorogations en prorogations, elle dure jusqu’en 1449. Peu de temps après, une ambassade de l'empereur élu Frédéric III conclut une alliance avec le roi de France Charles VII contre les Suisses[6].
- 4 juin : ouverture du nouveau Parlement de Toulouse, premier parlement créé en province, créé par Charles VII l'année précédente, dans une salle du château Narbonnais[7]. Il utilise le français pour ses actes officiels[8].
- 12 juin : trêve d'Andrinople signée à la suite de la victoire des Hongrois de Jean Hunyadi en Serbie et en Bulgarie sur les Turcs[9]. Murat II doit signer une paix peu favorable avec les croisés, conclue pour dix ans, ratifiée à Szeged fin juillet[10]. Il accepte le rétablissement du despote serbe Georges Brankovic et relâche son emprise sur la Valachie. Il abdique provisoirement en faveur de son fils en juillet.
- 29 juin : Skanderbeg bat une armée ottomane à la bataille de Torviolli[11].
- 7 juillet : le dauphin Louis est à Langres où prend le commandement de l’armée destinée à combattre contre les Suisses en Haute-Alsace. Il part le 24 et est à Montbéliard le 20 août[12].
- 14 juillet : le pape Eugène IV donne l'investiture à Alphonse le Magnanime pour le royaume de Naples[13].
- 21 juillet : tous les péages royaux sont abolis sur la Seine et ses affluents en aval de Paris, à l'exception des plus anciens[14].
- 22 juillet : assassinat d'Oddantonio II de Montefeltro. Frédéric III de Montefeltro devient duc d'Urbino[15].
- Juillet : début du premier sultanat ottoman de Mehmed II al Fatih (le Conquérant), âgé de 12 ans, à la suite de l'abdication temporaire de Murad II (fin en août 1446, puis 1451-1481). Rivalité entre le grand-vizir Çandarlı, partisan d'une politique étrangère pacifique, et les deux lala du jeune sultan, Zağanos et Ibrahim qui veulent poursuivre les conquêtes[16].
- 4 août : manifeste de Szeged[10]. Les chrétiens rompent subitement la trêve avec l'empire ottoman dans les Balkans, espérant l’appui d’une flotte vénitienne, et partent en guerre le 1er septembre[17].
- 8 août : début de la traite des Noirs au Portugal. Deux cent trente-cinq esclaves razziés en juin dans la région d'Arguin sont vendus à Lagos[18]. Pendant la seconde moitié du siècle, le Portugal aurait importé 140000 esclaves noirs. Fondation de la compagnie de Lagos : elle inaugure un commerce triangulaire entre le Portugal (tissus, objets manufacturés), le Maroc et les Açores (blé, chevaux) et la Guinée (or, esclaves).
- 12 août - 18 septembre : siège de Rhodes par les Mamelouks d'Égypte, levé par les Chevaliers de Rhodes sous les ordres de Jean de Lastic[19].
- 26 août : le dauphin Louis rencontre les Suisses à Pratteln et remporte la bataille de la Birse, puis se dirige contre Bâle. Ses bandes d'écorcheurs ravagent la Haute-Alsace[6].
- 4 septembre : début d'une longue grève de l'Université de Paris. Le recteur fait suspendre toute prédication jusqu'au 14 mars 1445[20].
- 7 septembre : les habitants d’Épinal se donnent au roi de France (fin en 1463)[21].
- 10 septembre : les troupes du roi Charles VII de France et de René d'Anjou envahissent la Lorraine. Elles mettent le siège devant Metz à partir du 17. La ville résiste[21]. Un traité de paix est signé à Nancy avec les Messins le 27 février 1445[6].
- 18 - 22 septembre : l'armée chrétienne coalisée contre l'empire ottoman franchit le Danube[16].
- 19 septembre : le dauphin Louis négocie une trêve avec les pères du concile de Bâle[22].
- 22 septembre : soulèvement des Hurufi à Edirne[16].
- 28 octobre : traité d'Ensisheim négocié par le dauphin Louis avec les Suisses[6].
- 10 novembre : bataille de Varna, en Bulgarie, opposant les forces alliées des chrétiens, conduites par le roi de Pologne et de Hongrie Ladislas III Jagellon, qui y trouvera la mort, aux armées ottomanes du sultan Murat II, qui remporte la victoire[23].
  - Interrègne en Hongrie : L’empereur Frédéric III refuse de livrer le jeune roi de Hongrie Ladislas V et la couronne. Pendant la vacance de la couronne (1444-1452), les diètes participent à l’administration du pays aux côtés du Conseil des barons.
  - Face à la menace turque, la Morée et l’Albanie se mettent sous la protection de Venise. L’empire byzantin se limite à l’enceinte de Constantinople.
- 20 novembre : institution de la cour des aides de Toulouse[24].

- Le navigateur portugais Dinis Dias atteint l'embouchure du fleuve Sénégal, le cap Vert et l'île de Gorée, baptisée « Palma »[18]. Il explore la côte de Guinée.
- Première mention des Cosaques dans les chroniques russes[25].

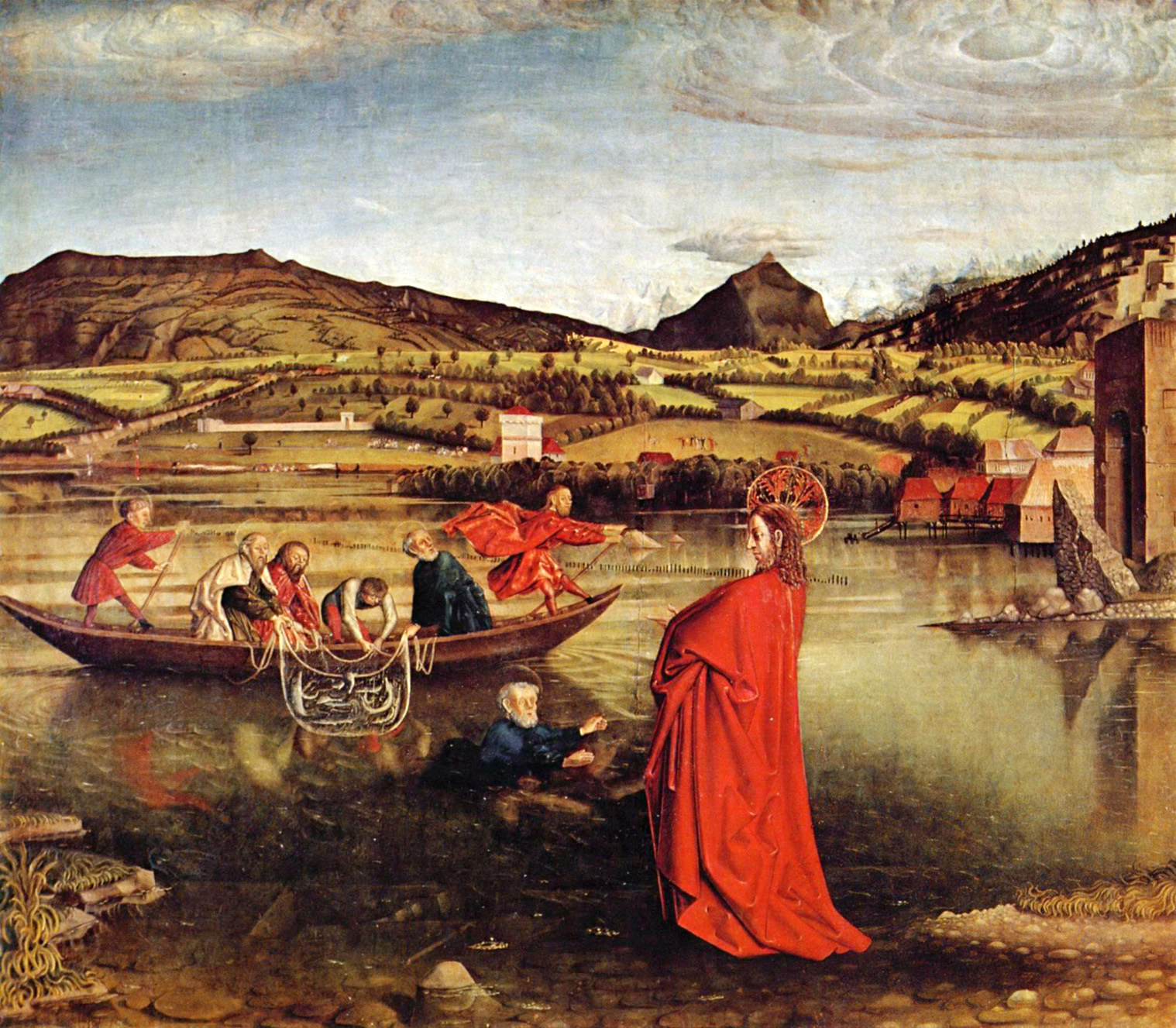
la pêche miraculeuse, de Konrad Witz

## Dans la culture populaire
Le 11 novembre 1444 est la date de début du jeu de grande stratégie Europa Universalis IV. Cette date correspond au lendemain de la Bataille de Varna.